# 张德广 (1937年)
张德广（1937年6月—），男，河南方城人，中华人民共和国政治人物，曾任中共郑州市委书记，河南省人大常委会副主任，第九届全国人大代表。